# Vallvik, Korsholms kommun
Vallvik är en del av Voitby i kommunen Korsholm i landskapet Österbotten i Finland och är en liten svenskspråkig by. I Vallvik finns en hembygdsgård som anordnar julfest varje år.